# Tiệc virus corona

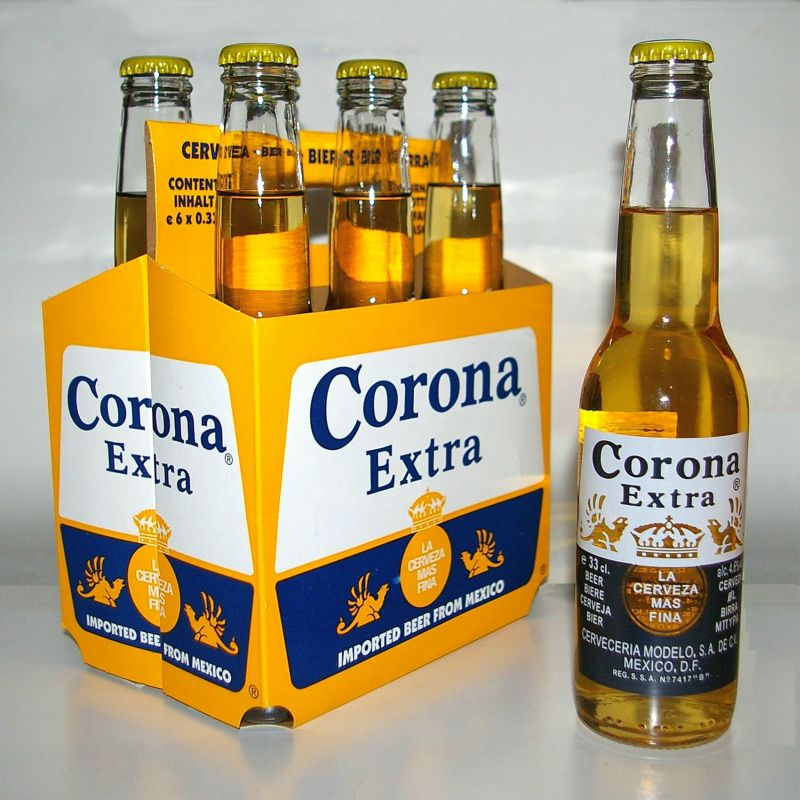
Bịch 6 chai bia hãng Corona, sử dụng trong các bữa tiệc virus corona

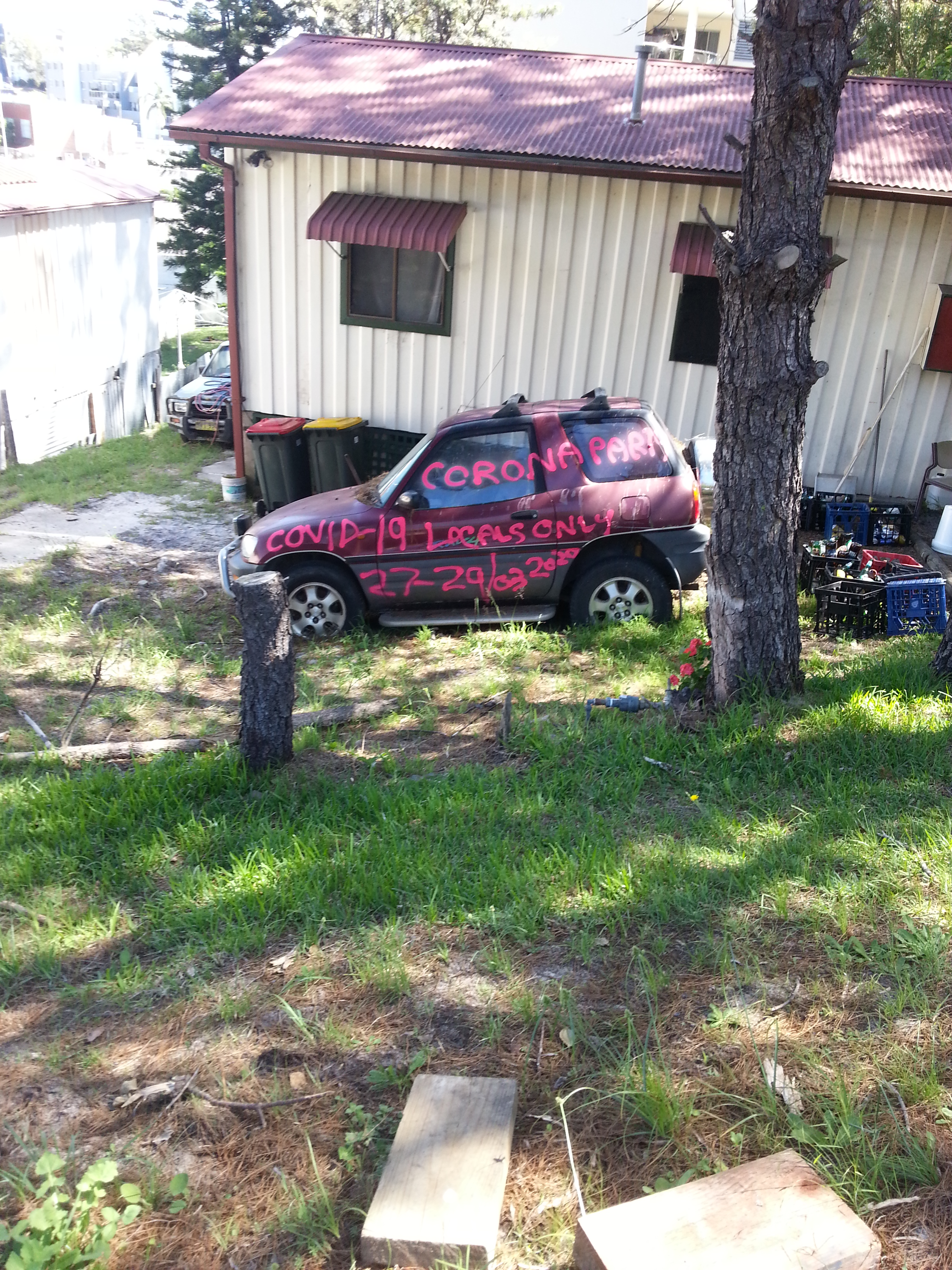
Lời mời tham dự "Bữa tiệc Corona" chỉ dành cho người dân địa phương. Ảnh chụp tại Australia

Tiệc virus corona (còn gọi là tiệc corona, tiệc COVID-19) là hành động cố tình tụ họp nhiều người cùng một chỗ nhằm lây lan COVID-19 hoặc sự thiếu nhận thức về hậu quả của dịch bệnh cho chính những người tham gia và cho cộng đồng. Hiện tượng đã được ghi nhận ở Đức, Hoa Kỳ và Vương quốc Anh.  Tại Hà Lan, các bữa tiệc như vậy được đề cập (và bị cấm) trong các văn bản pháp lý đảm bảo an toàn trong mùa dịch bệnh.

## Các bữa tiệc virus corona
Một người tham gia tiệc virus corona ở bang Kentucky, Mỹ đã xét nghiệm dương tính trong xét nghiệm COVID-19. Các bữa tiệc lấy chủ đề là COVID-19 đều bị lên án. Tờ báo Het Laatste Nieuws tại Bỉ đưa tin vào ngày 15 tháng 3 năm 2020 rằng nhiều người đã "ăn mừng" vào buổi tối ngay trước khi lệnh phong tỏa mới bắt đầu có hiệu lực. Rất nhiều bữa tiệc corona được tổ chức tới tận phút chót.
Vào ngày 19 tháng 3 năm 2020, cảnh sát Đức phải đi dẹp nhiều bữa tiệc corona ở bang Baden-Wurmern. Những người tham gia (trong độ tuổi từ 15 đến 25) đã nhận thức được những hành động sai trái của họ. Các bạn trẻ tụ tập trên sân trường, tại các địa điểm tiệc nướng và trong công viên. Giám đốc cảnh sát yêu cầu cha mẹ phải chịu trách nhiệm cho hành động của con cái họ.
Theo đài truyền hình ORF của Áo, 4 người đàn ông tụ tập vào ngày 21 tháng 3 năm 2020 trong một ngôi nhà ở Heiligenkreuz am Waasen. Đáng chú ý, một trong 4 tham dự tên là Gerhard Hirschmann (Đảng Tự do Áo), một thành viên quốc hội bang Steiermark. Hành động đó vấp phải chỉ trích dữ dội, sau đó Hirschmann quyết định từ chức. Tuy nhiên không lâu sau đó, Hirschmann không rời ghế mà tiếp tục tái tranh cử thành viên quốc hội bang Steiermark.
Ngày 9 tháng 4 năm 2020, 14 sinh viên sống tại một ký túc xá ở Tartu, Estonia đã tổ chức một bữa tiệc mặc dù có sinh viên mang các triệu chứng của COVID-19. Tính đến ngày 18 tháng 4 năm 16 học sinh cư trú được xác nhận nhiễm bệnh. Chính phủ quyết định phong tỏa tất cả 280 sinh viên sống trong tòa nhà, bàn giao với cảnh sát nhằm đảm bảo không ai có thể trốn ra ngoài.
Cảnh sát Greater Manchester đã cảnh báo mọi người không vi phạm các quy tắc giãn cách xã hội trong lễ Phục sinh.
Một bữa tiệc được tổ chức vào ngày 19 tháng 6 năm 2020 tại Stanwood, Washington với sự tham dự của 70 người đã góp phần tăng đột biến các ca dương tính với COVID-19, làm trì hoãn giai đoạn 3 của việc tái mở cửa quận Snohomish.
Ngày 2 tháng 7 năm 2020, đài CNN đưa tin một số người trẻ tại bang Alabama (Mỹ) đang tổ chức các buổi "tiệc COVID-19", một cuộc tranh tài xem ai mắc bệnh trước, với sự tham gia của người đã mắc COVID-19. Dẫn lời bà Sonya McKinstry (Ủy viên Hội đồng thành phố Tuscaloosa), người tổ chức tiệc cố tình mời những vị khách có kết quả xét nghiệm dương tính với COVID-19. Các sinh viên bỏ tiền vào một cái nồi và bất cứ ai nhiễm COVID-19 trước sẽ được thưởng bằng tiền mặt.
Ngày 11 tháng 7 năm 2020, một người đàn ông tại San Antonio, Texas chết vì mắc COVID-19 sau khi tham dự tiệc COVID. Người này cho rằng tin tức về virus chỉ là lừa đảo.

## Phản ứng
Báo FAZ của Đức bình luận rằng một số người tiếp tục tiệc tùng bất chấp nguy cơ lây nhiễm. Một số người khác tụ tập lại vì họ tin rằng họ sẽ được miễn dịch cộng đồng và có thể trở lại cuộc sống bình thường sau khi mắc COVID-19 và trải qua cơn bệnh.